# تپه ولیان۳
تپه ولیان۳ در شهرستان بروجرد، بخش مرکزی، دهستان شیروان، ۳۰۰ متری جنوب غرب روستای ولیان واقع شده و این اثر در تاریخ ۲۸ اسفند ۱۳۸۵ با شمارهٔ ثبت ۱۸۳۷۹ به‌عنوان یکی از آثار ملی ایران به ثبت رسیده است.